# Grillby missionskyrka, Betania
Grillby missionskyrka, Betania är ett missionshus i Grillby, Villberga socken, som byggdes 1903 av Trögds missionsförening.
Villberga missionsförening hade bildats 1886 i Rösta och höll sina första möten på olika håll i socknen. 1890 slog man sig samman med Trögds missionförening, som 1893 lät bygga Rösta missionshus. Samma år anslöt man sig till Svenska Missionsförbundet. 1903 beslutade man sig för att sälja missionshuset i Rösta till Litslena missionsförsamling som flyttade det till Skolsta. I stället uppfördes ett nytt missionshus i Grillby. Tomten skänktes av spannmålshandlaren John A. Fors och byggnaden uppfördes av byggmästare A. Lundberg efter ritningar av arkitekten N. Sjunnesson. Brukspatron Hugo Tamm var engagerad i bygget och åtog sig att bekosta upprättandet av och underhållet av ett folkbibliotek i Missonshuset. 
Folkbiblioteket uppgick på 1960-talet i den kommunala biblioteksverksamheten och Hugo Tamms fond övergick till en fond för utbildning och kulturell verksamhet.
Byggnaden har en plankstommen med ljust reveterad fasad. 1929 renoverades kyrkan och försågs invändigt med en målning av Betlehem av den lokale konstnären Nisse Jansson. Samtidigt putsades fasaden om och fick en mer utslätat yta i samband med att rundbågefriser, lisener och gesimser putsades över. På 1960-talet putsades åter fasade om och de fyra hörntornen på byggnaden avlägsnades. 